# 11652 Johnbrownlee
11652 Johnbrownlee este un asteroid din centura principală de asteroizi.

## Descriere
11652 Johnbrownlee este un asteroid din centura principală de asteroizi. A fost descoperit pe 7 februarie 1997 la Sormano de Piero Sicoli și Francesco Manca. Asteroidul prezintă o orbită caracterizată de o semiaxă mare de 3,10 ua, o excentricitate de 0,12 și o înclinație de 2,9° în raport cu ecliptica.